# 大日本帝国憲法第22条
大日本帝国憲法第22条（だいにほん/だいにっぽん ていこくけんぽう だい22じょう）は、大日本帝国憲法第2章にある。
江戸時代、封建制の下で農民は土地に拘束されて居住移転の自由を有しなかった。明治維新によって、すべての国民が居住移転の自由を獲得した。本条はそれを確認したものである。本条により、この権利を制限するためには帝国議会の法律が必要であるという、法律の留保が設けられた。

## 現代風の表記
日本臣民は、法律の範囲内において、居住及び移転の自由を有する。

## 参照
- 日本国憲法第22条